# Liste der Bodendenkmäler in Willmars
Auf dieser Seite sind die Bodendenkmäler in der unterfränkischen Gemeinde Willmars zusammengestellt. Diese Tabelle ist eine Teilliste der Liste der Bodendenkmäler in Bayern. Grundlage ist die Bayerische Denkmalliste, die auf Basis des Bayerischen Denkmalschutzgesetzes vom 1. Oktober 1973 erstmals erstellt wurde und seither durch das Bayerische Landesamt für Denkmalpflege geführt wird. Die folgenden Angaben ersetzen nicht die rechtsverbindliche Auskunft der Denkmalschutzbehörde.

## Bodendenkmäler der Gemeinde Willmars

### Bodendenkmäler in der Gemarkung Filke
| Lage                                                               | Objekt | Akten-Nr.     | Bild           |
| ------------------------------------------------------------------ | --- | ------------- | -------------- |
| Östlich von Unterfilke an der Landesgrenze zu Thüringen (Standort) | Wüstung und Kirchenruine des hohen und späten Mittelalters („Mauerschädel“; Baudenkmal D-6-73-182-4) | D-6-5427-0004 | weitere Bilder |
| Zwischen Oberfilke und Unterfilke (Standort)                       | Siedlung vor- und frühgeschichtlicher Zeitstellung. | D-6-5427-0007 |                |
| Schmerbacher Weg 11 (Standort)                                     | Archäologische Befunde im Bereich der frühneuzeitlichen evangelisch-lutherischen Pfarrkirche (Baudenkmal D-6-73-182-3) von Unterfilke sowie Körperbestattungen der frühen Neuzeit im Bereich des ehemaligen Friedhofs; mehrere räumlich getrennte Teile | D-6-5427-0023 |                |

### Bodendenkmäler in der Gemarkung Völkershausen
| Lage                                                                                | Objekt | Akten-Nr.     | Bild |
| ----------------------------------------------------------------------------------- | --- | ------------- | ---- |
| Gipfel der Hohen Schule zwischen Eußenhausen und Völkershausen (Standort)           | Höhensiedlung der Hallstattzeit und der Latènezeit, Abschnittsbefestigung vorgeschichtlicher und frühmittelalterlicher Zeitstellung sowie wohl zugehörige Abschnittsbefestigungen im Vorfeld der Hohen Schule; mehrere räumlich getrennte Teile; Teile auch auf Eußenhäuser und Völkershäuser Gemarkung | D-6-5527-0027 |      |
| Südwestlich von Völkershausen am Waldrand (Standort)                                | Bestattungsplatz mit Grabhügeln vorgeschichtlicher Zeitstellung (Steinerne Klinge); Teile auch auf Stockheimer Gemarkung | D-6-5527-0065 |      |
| Nordwestlich von Völkershausen (Standort)                                           | Bestattungsplatz mit Grabhügeln vorgeschichtlicher Zeitstellung. | D-6-5527-0067 |      |
| Westlich von Völkershausen im Waldstück an der Landesgrenze zu Thüringen (Standort) | Bestattungsplatz mit Grabhügeln vorgeschichtlicher Zeitstellung mit einem vereinzelten Hügel; mehrere räumlich getrennte Teile | D-6-5527-0071 |      |
| Schloßplatz 11 (Standort)                                                           | Archäologische Befunde im Bereich der frühneuzeitlichen evangelisch-lutherischen Pfarrkirche von Völkershausen (Baudenkmal D-6-73-182-5). | D-6-5527-0124 |      |
| Nähe Schloßplatz (Standort)                                                         | Archäologische Befunde im Bereich des frühneuzeitlichen Stein’schen Schlosses mit Ökonomiegebäuden und Gartenanlage in Völkershausen; Überschneidet sich mit mehreren Baudenkmälern | D-6-5527-0125 |      |

### Bodendenkmäler in der Gemarkung Willmars
| Lage                                                 | Objekt | Akten-Nr.     | Bild |
| ---------------------------------------------------- | --- | ------------- | ---- |
| Willmars Oberdorfstraße 8 (Standort)                 | Archäologische Befunde des Mittelalters und der frühen Neuzeit im Bereich der evangelisch-lutherischen Kirche von Willmars mit Kirchgaden; Überschneidet sich mit mehreren Baudenkmälern | D-6-5427-0020 |      |
| Südlich von Willmars, westlich der NES 31 (Standort) | Befestigungsanlage Altenburg wohl des frühen Mittelalters; Teile auch auf Ostheimer Gemarkung                                                                                            | D-6-5527-0052 |      |